# Eutímanes
Eutímanes o Eutímenes (Euthymanes o Euthymenes, Εὐθυμένης) fou un escriptor i geògraf grec nascut a Massília. Va escriure una obra geogràfica sovint esmentada però de contingut desconegut (Plut. de Plac. Philos. 4; Athen. 2.100.90; Lydus de Mens. 68; Artemid. Epit. p. 63.). Climent d'Alexandria (Strom. 1. p. 141) menciona a un Eutímenes com a autor de Χρονικά, però no se sap si és la mateixa persona.